# Sandia (província)
Sandia é uma província do Peru localizada na região de Puno. Sua capital é a cidade de Sandia.

## Distritos
- Alto Inambari
- Cuyocuyo
- Limbani
- Patambuco
- Phara
- Quiaca
- San Juan del Oro
- Sandia
- Yanahuaya